# Teoria conspiratória da guerra judaica
A ideia de uma guerra de judeus contra a Alemanha Nazista é uma teoria conspiratória antissemita promovida pela propaganda nazi que afirma que os judeus, agindo como uma única figura histórica, começaram a Segunda Guerra Mundial e buscavam a destruição da Alemanha. Alegando que uma guerra foi declarada em 1939 por Chaim Weizmann, presidente da Organização Sionista Mundial, os nazistas usaram esse falso conceito para justificar a perseguição de judeus em solo alemão e alegando que o Holocausto foi um ato de legítima defesa. Desde o fim da guerra, a teoria tem sido popular entre os que negam o Holocausto.

## Origens
Após a derrota dos Impérios Centrais na Primeira Guerra Mundial, rumores surgiram na República de Weimar e na Hungria que alegavam que os judeus daqueles países tinham conspirados com judeus de outros países para frustrar o esforço de guerra (o mito da apunhalada pelas costas). Alguns também acusavam os judeus europeus de conspirar para que a guerra começasse, com o objetivo de arruinar a Europa e deixá-la vulnerável ao "controle judaico". Judeus também foram culpados de manipular as negociações de paz para que não alcançassem os resultados esperados, para ganho próprio.
Os nazistas afirmavam que o boicote anti-nazista era uma agressividade por parte dos judeus e, em contrapartida lançaram o boicote nazista contra os negócios judeus. Uma manchete do Daily Express de 24 de março de 1933 afirmava que o boicote anti-nazista era "uma declaração de guerra judia contra a Alemanha", indicando que o pensamento não estava restrito apenas à propaganda nazi. Antes do início da guerra, o ditador alemão Adolf Hitler afirmava repetidas vezes que os judeus representavam uma grande ameaça à Alemanha, como em 30 de janeiro de 1939, quando ele previu que uma guerra causada pelos judeus iria acabar na "aniquilação da raça judaica na Europa" (profecia de Hitler).

## Segunda Guerra Mundial
Para Hitler, o começo da Segunda Guerra Mundial em 1 de setembro de 1939, confirmou a ideia de que havia uma conspiração judaica contra toda a Alemanha. Segundo o historiador Jeffrey Herf "de acordo com a lógica paranoica de Hitler, os judeus tinham começado a guerra , então os nazistas seriam obrigados responder com uma retaliação contra os judeus da Europa." Herf também escreveu que "o ponto central da narrativa nazista da Segunda Guerra Mundial" era que "um personagem histórico chamado "internacional judaica" começou a guerra com o objetivo de trazer a "bolcheviquização" ao mundo. Isso iria falhar e a Alemanha Nazi iria então, retaliar e aniquilar os judeus. Eles fariam uma "guerra" contra os judeus, em resposta à "guerra" que os judeus iniciaram.
O pesquisador Randall Bytwerk escreveu: "os nazistas justificavam sua tentativa de exterminar os judeus com a afirmação de que eles estavam apenas defendendo a si mesmos contra os planos judaicos de destruir a Alemanha e sua população."
No livro The German War, o historiador Nicholas Stargardt escreveu que por volta de 1942, ideólogos nazistas como Martin Bormann pensavam que os alemães "deviam perceber que eles estavam agora presos num conflito global genocida, que iria acabar com sua vitória ou destruição". Em resposta a questionamentos sobre como explicar as "medidas extremamente severas" contra os judeus, Bormann disse que os nazis deveriam justificar, em vez de negar, a deportação sistemática que resultou no genocídio.

### A "declaração de guerra" de Weizmann
Em 29 de agosto de 1939, o presidente da Organização Sionista Mundial, Chaim Weizmann, escreveu uma carta para o então primeiro-ministro britânico Neville Chamberlain, que incluía a seguinte afirmação:

Nesta hora de grande crise, a consciência de que os judeus tem uma contribuição a fazer na defesa dos valores sagrados, me impele a escrever esta carta. Eu quero confirmar o mais explicitamente possível as declarações feitas por mim e meus colegas no último mês e especialmente nesta última semana: os judeus vão resistir juntamente com a Inglaterra e vão lutar ao lado das democracias. 
Na propaganda nazista, a carta foi representada como uma "declaração de guerra judaica" contra a Alemanha Nazi, e uma ameaça de um ataque real dos judeus. A "declaração de guerra judaica" se tornou uma temática comum no antissemitismo após a Segunda Guerra Mundial. Os nazistas também afirmavam que Weizmann tinha mandado um telegrama em 1942 para um grupo zionista que dizia: "os judeus desejam uma posição entre os que tem seu objetivo na aniquilação da Alemanha". Nunca foi descoberta alguma evidência que Weizmann enviou esse telegrama.
O presidente da Liga Alemã de Imprensa, Otto Dietrich, requereu a todos os jornais alemães a propagação da teoria da guerra judaica. Uma diretriz de março de 1943, exigia que os jornais alemães reportassem que: "a declaração de guerra feita pelos judeus contra as nações européias, resultou em fortes medidas a serem tomadas contra os judeus, não apenas na Alemanha mas também em vários outros estados europeus."

### A Alemanha Deve Perecer!
A propaganda nazista focou e exagerou a importância do livro publicado de modo independente, Germany Must Perish! (A Alemanha Deve Perecer!), do obscuro empresário Theodore N. Kaufman, que foi citado como uma prova de que os judeus queriam cometer um genocídio contra a Alemanha Nazista.

### Campanha antissionista de 1944
Em junho de 1944, Otto Dietrich e Helmut Sündermann lançaram uma campanha contra o sionismo, para promover a teoria de que uma guerra contra os judeus era, na verdade uma legítima defesa. As origens do genocídio contra os judeus datam de 1929, quando Weizmann fundou a Agência Judaica. A suposta iminência do ataque judeu, e as afirmações de que os judeus buscavam a destruição da Alemanha, justificavam os ataques nazistas contra judeus. Michael Berkowitz escreveu que a ideia de uma Agência Judaica como o centro de uma conspiração anti-alemã era "ultrajante".

## Após a guerra
Importantes autores no pós-guerra, propagaram a teoria da conspiração, incluindo David Irving, um negacionista do holocausto. O historiador alemão Ernst Nolte, afirmou que o telegrama de Weizmann justificava a detenção de judeus na Europa ocupada pelos Alemães como prisioneiros de guerra. Além disso, a carta de Weizmann plausivelmente já tinha convencido Hitler a aniquilar os "seus inimigos", bem antes de as primeiras informações sobre Auschwitz serem conhecidas. As afirmações de Nolte foram contestadas por Jürgen Habermas a Historikerstreit. Beborah Lipstadt escreveu que o argumento de Nolte "carece de lógica", já que a perseguição nazi contra judeus começou antes de 1939 e Weizmann não tinha nenhuma força armada para fazer alguma "guerra" contra a Alemanha.